# Toshio Shoji
Toshio Shoji (japonès: 庄司敏夫)  (prefectura de Chiba, 25 d'agost de 1940 - 28 d'abril de 2023) és un nedador japonès, ja retirat, especialista en estil lliure, que va competir durant la dècada de 1960.
El 1964 va prendre part en els Jocs Olímpics d'Estiu de Tòquio, on guanyà la medalla de bronze en els 4x200 metres lliures del programa de natació. Formà equip amb Makoto Fukui, Kunihiro Iwasaki i Yujiaki Okabe.